# RWD-10
Die RWD-10 war ein polnisches Schul- und Sportflugzeug, das in den 1930er Jahren vom Warschauer Hersteller RWD für die Fliegerklubs des Landes entwickelt wurde.

## Entwicklung
Für die Konstruktion zeichneten Jerzy Drzewiecki und Stanisław Rogalski verantwortlich, das dritte Mitglied der RWD-Entwicklungsgruppe Stanisław Wigura war im September 1932 beim Absturz einer RWD-6 ums Leben gekommen. Der Prototyp mit dem Kennzeichen SP–ALC wurde ab Juli 1933 erprobt und offenbarte einige Unzulänglichkeiten, die einige Nachbesserungen nötig machten und die staatliche Zulassung bis zum Jahr 1936 hinauszögerten. Dann aber erfolgte eine Bestellung über 20 RWD-10, die bis 1937 an die polnischen Fliegerklubs ausgeliefert wurden. 1938 wurden zwei weitere Exemplare aufgelegt, so dass sich eine Gesamtzahl von insgesamt 23 gebauten RWD-10 inklusive des Prototyps ergibt.

## Aufbau
Die RWD-10 war ein abgestrebter Hochdecker in Gemischtbauweise. Der Rumpf mit rechteckigem Querschnitt bestand aus geschweißten Stahlrohren, Holzformleisten und Stoffbespannung. Die Ober- und Unterseite waren abgerundet. Ein Holzgerüst mit zwei Holmen bildete den Tragflügel, der durch einen Baldachin und durch zwei mit Draht ausgekreuzte parallele Streben auf jeder Seite mit dem Rumpf verbunden war. Er verlief in der Tiefe zum Rumpf hin verjüngt und besaß von der Vorderkante bis zum ersten Holm eine Beplankung aus Sperrholz und dahinter Stoffbespannung. Das Normalleitwerk bestand aus Holz mit sperrholzbeplankten Flossen. Höhen- und Seitenruder waren stoffbespannt und wurden durch außen am Rumpf entlang laufenden Steuerseilen betätigt. Das Fahrwerk bestand aus zwei Öl-Luft-gedämpften Haupträdern mit Bremsen und einem Schleifsporn am Heck.

## Technische Daten
| Kenngröße              | Daten                                                                             |
| ---------------------- | --------------------------------------------------------------------------------- |
| Besatzung              | 1                                                                                 |
| Spannweite             | 7,50 m                                                                            |
| Länge                  | 6,20 m                                                                            |
| Höhe                   | 1,90 m                                                                            |
| Flügelfläche           | 9,00 m²                                                                           |
| Flügelstreckung        | 6,3                                                                               |
| Flächenbelastung       | 52,8 kg/m²                                                                        |
| Leistungsbelastung     | 4,3 kg/PS                                                                         |
| Rüstmasse              | 350 kg                                                                            |
| Zuladung               | 125 kg                                                                            |
| Startmasse             | 475 kg                                                                            |
| Antrieb                | ein luftgekühlter Vierzylinder-Reihenmotor mit starrer Zweiblatt-Holzluftschraube |
| Typ                    | PZ Inż. Junior (Lizenz Walter)                                                    |
| Leistung               | 110 PS (81 kW)                                                                    |
| Höchstgeschwindigkeit  | 230 km/h                                                                          |
| Reisegeschwindigkeit   | maximal 180 km/h                                                                  |
| Mindestgeschwindigkeit | 95 km/h                                                                           |
| Dienstgipfelhöhe       | 6000 m                                                                            |
| Reichweite             | maximal 360 km                                                                    |